# Chùa Quỳnh Lâm
Chùa Quỳnh Lâm (chữ Hán: 瓊林寺, âm Hán Việt: Quỳnh Lâm tự) là một ngôi chùa cổ nổi tiếng ở Quảng Ninh, thuộc phạm vi Khu di tích nhà Trần tại Đông Triều.

## Vị trí
Chùa Quỳnh Lâm nằm trên đồi thuộc cánh cung Đông Triều, thuộc phường Tràng An, thành phố Đông Triều, tỉnh Quảng Ninh, cách thành phố Hạ Long 83 km. Chùa được Bộ Văn hóa Thông tin công nhận là di tích lịch sử và nghệ thuật.
Chùa nằm ở trung tâm ba Khu Thượng, Hạ, Sinh. Phía trước cửa chùa là hồ nước lớn, ba phía còn lại là đồi núi bao bọc. Với thế đất này được gọi là thế ngai vàng, hay thế "Long chầu hổ phục".

## Lịch sử
Theo các nhà nghiên cứu, qua các tài liệu thư tịch, trong đó có cả bia chùa thì chùa Quỳnh Lâm được xây dựng dưới triều vua Lý Thần Tông (1116-1138). Người có công lớn trong việc tạo dựng ngôi chùa là quốc sư Nguyễn Minh Không (1076-1141). Trong các thế kỷ 11-14, thời kỳ cuối Lê và thế kỷ 17-18, Quỳnh Lâm là trung tâm Phật giáo lớn nhất của Việt Nam.
Vào thời Lý, nhà sư Minh Không đã cho đúc một pho tượng Di Lặc bằng đồng cao sáu trượng (khoảng 20 m) từng được coi là một trong An Nam tứ đại khí và một tấm bia đá lớn cao 2,5 m, rộng 1,5 m với hoa văn hình rồng uốn lượn mềm mại. Nhưng chùa Quỳnh Lâm thực sự trở thành một trung tâm Phật giáo quan trọng trong thế kỷ 14 với hoạt động của Pháp Loa Đồng Kiên Cương, vị tổ thứ hai của Thiền phái Trúc Lâm.
Trên cơ sở chùa Quỳnh Lâm cũ, tháng 12 năm 1317, Pháp Loa cho xây dựng và thành lập viện Quỳnh Lâm với các kiến trúc đồ sộ và hoàn chỉnh. Được sự ủng hộ rất lớn của nhà vua và các giới quý tộc, Pháp Loa đã cho xây dựng và mở mang nhiều chùa tháp. Riêng năm 1314 ông cho xây dựng 33 cơ sở điện thờ Phật, gác chứa kinh... Chính trong thời kỳ này trên cơ sở chùa Quỳnh Lâm cũ, năm 1316 Pháp Loa cho thành lập Quỳnh Lâm viện - trường đại học Phật giáo đầu tiên ở nước ta. Những năm cuối thế kỷ XIII đầu thế kỷ XIV, cùng với chùa Hoa Yên ở Yên Tử, chùa Báo Ân ở Siêu Loại (Bắc Ninh), chùa Thanh Mai ở Hải Dương, thiền viện Quỳnh Lâm do Pháp Loa trụ trì là một trong những trung tâm giáo hội Trúc Lâm thời Trần. Vào năm 1329, Quỳnh Lâm trở thành Đệ nhất danh lam cổ tích của nước Nam. Đây là trung tâm truyền kinh giảng đạo và đào tạo hàng ngũ sư sãi cho đạo Phật. Nhiều hội lớn có tiếng trong sử sách được tổ chức tại đây như hội "Thiên Phật bảy ngày, bảy đêm" (1325). Tương truyền viện có thể thu nhận tới ba nghìn người một lúc. Lại có am Bích Động để tọa thiền. Một phò mã họ Vũ đời Trần cúng 20 mẫu ruộng. Quan tư đồ Văn Huệ Vương Trần Quang Triều và công chúa Thượng Trân cúng 900 lượng vàng để đúc tượng Di-Lặc. Chùa sở hữu tới hơn nghìn mẫu ruộng, tá điền đến hàng nghìn người.
Năm 1319, Pháp Loa đã kêu gọi tăng nhân và phật tử chích máu in hơn 5.000 quyển kinh Đại Tạng cất giữ ở Quỳnh Lâm viện. Pháp Loa cũng đã cho san khắc nhiều bộ kinh luật tại chùa Vĩnh Nghiêm để phục vụ việc truyền giảng, lưu hành giáo lý. Sau này chính sách "hoại thư" của nhà Minh khiến các mộc bản bị tiêu hủy vào đầu thế kỷ XV. Các bản kinh ở chùa Vĩnh Nghiêm may mắn hơn còn lại đến ngày nay. Năm 1328, ông lại cho đúc một pho tượng Di Lặc. Sau đó ông tâu xin nhà vua cho được kéo tượng từ nền điện lên bảo tọa để dát vàng. Năm 1329, Pháp Loa cho đem theo một phần tro hài cốt của Trần Nhân Tông, vị tổ thứ nhất của thiền phái Trúc Lâm về đặt trong tháp đá ở Quỳnh Lâm.

## Di tích
Khi giặc Minh xâm lược Đại Việt (1407) chùa bị phá hủy nặng nề, tượng phật Quỳnh Lâm bị cướp mang về Kim Lăng. Đầu đời Lê, chùa được dựng lại. 
Vào thời Vĩnh Khánh (1729-1732) Uy Nam Vương Trịnh Giang cấp tiền, rồi lấy dân ba huyện Đông Triều, Thủy Đường, Chí Linh, tu tạo quy mô, bài trí lộng lẫy. Đến đầu đời Vĩnh Hựu (1735-1746), lại lấy dân các huyện Hiệp Sơn, Thủy Đường, Đông Triều, Kim Thành và Thanh Hà sửa sang lần nữa, rộng lớn hơn có cả chuông đồng, khánh đá..
Năm 1727, chùa dựng tháp Tịch Quang bằng đá xanh. Tháp này là mộ của nhà sư Chân Nguyên, một nhà sư có công lớn đối với chùa. Tháp gồm bảy tầng, cao 10 m, đỉnh tháp hình búp đa, trên tháp có gắn tấm bia ghi lại tiểu sử của sư Chân Nguyên. Đến thời Nguyễn, niên hiệu Thiệu Trị thứ sáu (1845) chùa bị bọn thổ phỉ người Tàu đốt cháy mất chính điện và tiền đường. Tất cả các tượng gỗ đều cháy, duy tượng vua Trần Nhân Tông là còn nguyên. Trải qua thăng trầm của lịch sử, các công trình kiến trúc cổ của chùa Quỳnh Lâm đã bị huỷ hoại rất nhiều.
Theo báo cáo sơ bộ kết quả điều tra khai quật, nghiên cứu khảo cổ học di tích chùa Quỳnh Lâm và Ngọa Vân (năm 2009) của Viện Khảo cổ học - Viện Khoa học Xã hội Việt Nam, năm 2007, UBND huyện Đông Triều và Viện Khảo cổ học đã tiến hành lập Dự án điều tra, khai quật thăm dò khảo cổ học di tích chùa Quỳnh Lâm giai đoạn I và năm 2008, tiếp tục triển khai dự án khai quật, nghiên cứu khảo cổ học di tích chùa Quỳnh Lâm giai đoạn II. Năm 2009 tiến hành khai quật, nghiên cứu khảo cổ học giai đoạn III. Qua ba đợt khai quật đã xuất lộ rõ toàn bộ nền móng các kiến trúc thời Lê Trung Hưng và một số kiến trúc thời Nguyễn. Tìm thấy nền móng của 09 công trình kiến trúc và 06 khoảng sân, được kết nối liên hoàn tạo thành một quần thể gồm nhiều loại hình kiến trúc. Xen kẽ các kiến trúc Tiền Đường, Trung Đường, Hậu Đường là các hành lang và 6 khoảng sân hình chữ nhật, được xây dựng bằng đá xanh, nằm đăng đối, cân xứng nhau theo chiều dọc và chiều ngang, tạo không gian hài hòa cho các công trình.
Cũng qua kết quả khảo sát, các nhà khảo cổ học đã thống kê được 29 nền móng tháp có niên đại kéo dài từ thế kỷ XVIII đến đầu thế kỷ XX. Tháp có niên đại sớm nhất là tháp Tuệ Đăng của thiền sư Chân Nguyên, đây cũng là ngôi tháp còn lại nguyên vẹn nhất trong vườn tháp. Đặc biệt, đợt điều tra khảo sát năm 2009 cũng đã tìm được một số cấu kiện của tháp đá thời Trần do thiền sư Pháp Loa xây dựng để chứa xá lị của Tĩnh tuệ Giác hoàng Trần Nhân Tông. Tuy nhiên việc tìm kiếm các thông tin liên quan đến các ngôi tháp quan trọng được dựng ở Quỳnh Lâm mới chỉ dừng lại ở việc thấy các cấu kiện tháp, hiện chưa tìm thấy dấu vết của nền móng tháp.
Ngoài các cuộc điều tra, khai quật khảo cổ học chùa Quỳnh Lâm từ năm 2007 đến nay cho thấy quy mô kiến trúc đồ sộ của chùa Quỳnh Lâm xưa thì hiện nay tại chùa còn giữ được các di vật cổ đó là tấm bia đá cao 2,5m dựng trước chùa được trang trí hình rồng uốn lượn mềm mại, đặc trưng cho rồng thời Lý. Sau nữa là các thành bậc rồng bằng đá xanh, gần một trăm tảng đá kê chân cột, chạm cánh sen, đầu rồng bằng đất nung, khánh đá. Đặc biệt là một góc bệ đá có hình chim thần Garuda được tạo như một hình người ngồi xổm, hai tay vươn lên hai giá bệ để đỡ tòa sen. Tất cả đều thể hiện rõ nét điêu khắc đá thời Trần.
Sang thời Lê, hiện vật còn lại ở đây nhiều nhất là các bia đá và các ngôi bảo tháp đặc biệt là hai bức chạm đá ở bài vị và tượng của bà Hậu Phật Bùi Thị Thao với các hình chạm trổ công phu, tỷ mỉ, mềm mại đang ở thế động rất tự nhiên, hiện thực. Ngoài ra chùa còn có bia đá ghi rõ ngày tháng năm trùng tu chùa, tên các thiện nam tín nữ đã có hảo tâm công đức tiền của tu bổ chùa và những công trình đã làm trong các đợt trùng tu. Trong vườn chùa còn hệ thống tháp cổ được ghép bằng đá xanh thớ mịn với kỹ thuật ghép mộng chắc chắn đã để lại cho hậu thế một kho tàng nghệ thuật vô giá.

## Lễ hội
Lễ hội chùa Quỳnh Lâm diễn ra từ ngày mùng 1 đến ngày mùng 4 tháng 2 âm lịch, nhưng khách du xuân đến chùa trong suốt ba tháng xuân, với lòng thành kính của tất cả các tín đồ Phật tử gần xa về đây dâng hương, lễ Phật.